# Margarida Salema
Margarida Salema d’Oliveira Martins (ur. 19 stycznia 1954 w Lizbonie) – portugalska polityk, prawniczka i wykładowczyni akademicka, parlamentarzystka krajowa, posłanka do Parlamentu Europejskiego III kadencji.

## Życiorys
Ukończyła studia prawnicze na Uniwersytecie Lizbońskim, kształciła się też w zakresie politologii. Została wykładowczynią akademicką. W 1978 podjęła praktykę w zawodzie adwokata, którą zawiesiła w 2009. Doszła do stanowiska profesora na Uniwersytecie Lizbońskim, nauczała także na Universidade Lusíada. Specjalizowała się w zakresie prawa konstytucyjnego, europejskiego, międzynarodowego i administracyjnego. Autorka publikacji naukowych i kilkunastu książek poświęconych prawu i współczesnej historii Portugalii.
Zaangażowała się w działalność polityczną w ramach Partii Socjaldemokratycznej. Od 1980 do 1985 zasiadała w Zgromadzeniu Republiki II i III kadencji. W 1989 wybrano ją do Parlamentu Europejskiego. Przystąpiła do frakcji liberalno-demokratycznej. Została wiceprzewodniczącą Delegacja ds. stosunków z Chińską Republiką Ludową (1989–1992), należała też m.in. do Komisji ds. Kwestii Prawnych i Praw Obywatelskich oraz Komisji ds. Praw Kobiet.